# Vitjaz (1883)

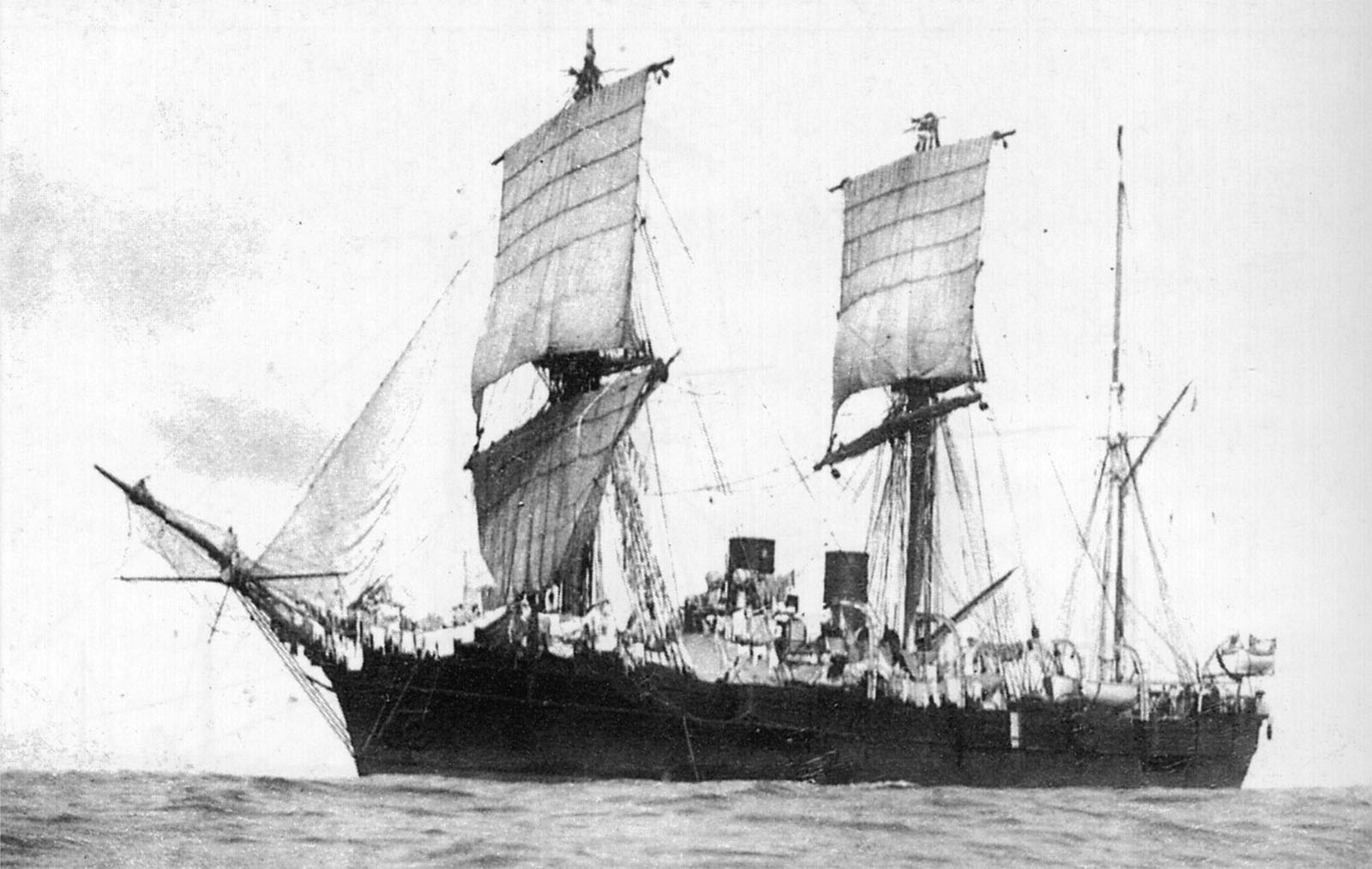
Korvet Vitjaz

De Vitjaz (Russisch: Витязь; "held") was een korvet (vanaf 1892: kruiser 1e klasse) met zeilen en schroef van de Russische Keizerlijke Marine.
De Vitjaz werd gebouwd op scheepswerf Galernernogo ostrova in Sint-Petersburg door scheepsbouwer P.A. Titov onder observatie van marineingenieur A. E. Leontjev. Het werd voltooid op 16 augustus 1883 en te water gelaten op 23 oktober 1884. Het schip werd aangedreven door een stoommotor (3000 pk) en had ernaast 3 stalen masten; de laatste Russische lichte kruiser (classificatie sinds 1892) met zeilen. Het was verder het eerste korvet cq. kruiser met een gepantserd stalen dek, hetgeen later zou worden toegepast bij alle gepantserde kruisers, zoals de Aurora, Varjag, Novik en Askold. Het schip werd bewapend met 10 kanonnen met een kaliber van 152 mm, 4 van 87 mm en 10 van 47 mm en 4 torpedobuizen. Het had een waterverplaatsing van 3.200 ton, kon een snelheid bereiken van 14 knopen en had een bemanning van 372 personen. Op 16 juli 1886 werd het schip in gebruik genomen. 
Van 1886 tot 1889 maakte het in 997 dagen een reis rond de wereld onder leiding van kapitein Stepan Makarov. De route liep van Kronsjtadt via de Atlantische Oceaan en de Straat Magellaan naar Vladivostok (april 1887) en keerde in december 1888 weer terug via de Indische Oceaan om op 1 juni 1889 aan te komen in de thuishaven Kronstadt na 59.269 mijl te hebben afgelegd, waarvan ongeveer de helft met behulp van de zeilen. Tijdens de reis werden hydrografische metingen verricht en onbekende kusten en eilanden beschreven, bijvoorbeeld in de Noordelijke Grote Oceaan. Ook werden hypotheses getest zoals het bestaan van een warme golfstroom van de Rode Zee naar de Indische Oceaan. De wetenschappelijke verrichtingen van Makarov op het gebied van hydrologie leidden bij terugkeer tot onderscheidingen (o.a. van het Russisch Geografisch Genootschap) en internationale erkenning.
In 1891 vertrok het korvet opnieuw naar het Russische Verre Oosten, waar het onderdeel werd van het Verre Oostelijk Eskader. Het jaar erop, toen de Russische marine een nieuw classificatiesysteem introduceerde, werd de Vitjaz ingedeeld als kruiser eerste klasse. Het schip vervolgde het hydrologisch onderzoek langs het Koreaans Schiereiland. Begin 1893 wist de bemanning een tot dan onbekende bocht van de Japanse Zee in kaart te brengen. Op 28 april 1893 voer de Vitjaz echter op een klif in de Straat Nevelskoj tussen het vasteland  en het eiland Sachalin. Het schip bleek niet meer vlot te kunnen worden getrokken en werd ter plekke ontmanteld. De klif wordt nu 'Vitjazklif' genoemd. In de Japanse Zee werden verder twee baaien naar het schip vernoemd, waaronder de Vitjazbocht. De naam van het schip is verder uitgehakt in de fronton van het Musée Océanographique de Monaco, als onderdeel van 10 schepen die een belangrijke bijdrage leverden aan het onderzoek naar de oceanen.